# Niki de Saint Phalle

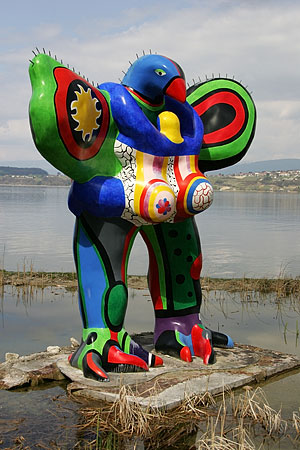
Murten

Catherine Marie-Agnès Fal (Niki) de Saint Phalle (Neuilly-sur-Seine, 29 oktober 1930 – San Diego, 21 mei 2002) was een Frans-Amerikaanse kunstschilderes en beeldhouwster, tevens auteur en begonnen als mannequin.

## Biografie
Niki de Saint Phalle werd geboren in een katholiek bankiersgezin als dochter van een Franse vader en een Amerikaanse moeder. Toen ze drie jaar oud was, verhuisde het gezin naar New York. Daar bracht ze haar jeugd door en werd ze tegen haar zin door haar ouders naar een kloosterschool gestuurd, waar ze het tot haar elfde jaar uithield. Op die leeftijd begon ook seksueel misbruik door haar vader, waarover ze zich pas op latere leeftijd heeft geuit. Hoe gespannen de thuissituatie was blijkt ook uit de latere zelfmoord van zowel haar jongere zus als broer. Het incestueuze trauma heeft niet alleen haar leven, maar zeker ook haar werk sterk beïnvloed. Later verwerkte ze haar traumatische ervaringen in de surrealistische film Daddy. 
Na een korte carrière als mannequin trouwde ze op haar 18e jaar met haar schoolvriend Harry Mathews (1930-2017), die een vrij bekende Amerikaanse schrijver werd. In 1951 werd dochter Laura geboren en datzelfde jaar verhuisde het gezin naar Parijs, waar zich bij Niki depressies openbaarden. Dat leidde in 1953 onder andere tot een kortdurende opname in een psychiatrische kliniek. Daar legde zij de wortels voor haar autodidactische artistieke ontwikkeling. In 1955 werd zoon Philip geboren. Er was toen al enige tijd sprake van overspel door beide huwelijkspartners. Niki ontmoette in 1955 de Zwitserse nieuw-realistische kunstenaar Jean Tinguely met wie ze samenwerkte, later een relatie ontwikkelde, en uiteindelijk op 13 juni 1971 mee in het huwelijk trad.

## Artistieke werk
Vanaf 1956 creëerde ze haar eerste reliëfs in gips en andere materialen. Aanvankelijk exposeerde ze met veel agressief, 'mannelijk' aandoende collages van gevonden voorwerpen als geweren en pistolen. Geïnspireerd door het feminisme maakt ze assemblages waarin vrouwenrollen worden ontleed. In 1960 werd ze lid van de groep nieuw-realisten. In het begin van de jaren zestig maakte ze naam als actionpainter met haar schiethappenings, waarbij ze met verf gevulde, op houten panelen bevestigde objecten lek schoot met een jachtgeweer. De thematiek is waarschijnlijk geïnspireerd vanuit haar traumatische jeugdervaringen.
In het midden van de jaren zestig presenteerde ze haar versie van de oervrouw, de 'Nana's'. Haar Nana-figuren, expressieve in felle kleuren beschilderde (meer dan) levensgrote vrouwenbeelden in polyester, veroorzaakten veel ophef; niet alleen in de moderne kunstwereld, maar ook op straat waar deze beelden als oorspronkelijk openbaar kunstbezit werden geplaatst. Zo zijn er 3 Nana's te vinden op de Skulpturenmeile in Hannover. In 1966 maakte ze in Stockholm een 27 meter lange liggende Nana, te betreden via de vagina. 
De enorme beelden vergden een technisch verantwoord karkas dat de massa kon dragen. De samenwerking met Tinguely was hiervoor essentieel. Met Tinguely ontwierp ze ook fonteinen, oa bij het Centre Pompidou. Samen hebben ze grote projecten in diverse beeldentuinen op hun naam staan. In totaal 15 internationale kunstenaars werkten aan de bouw (van 1969 tot 1994) van Le Cyclop de Jean Tinguely in het Franse Milly-la-Forêt.
Vanaf 1979 woonde Niki de Saint Phalle in Garavicchio, in het Italiaanse Toscane. Daar werkte ze gedurende vijftien jaar aan figuren uit het tarotkaartspel met de creatie van 22 huizenhoge beelden. Deze zijn te vinden in de Giardino dei Tarocchi. De vormgeving doet evident denken aan Park Güell te Barcelona, ontworpen door architect Antoni Gaudí. Zijn organische werk en kleurgebruik hadden de Saint Phalle al beïnvloed bij haar bezoek aan Barcelona in 1955. In de jaren negentig maakte ze dierenfiguren voor de Ark van Noach, te vinden in de Bijbelse dierentuin van Jeruzalem. In het iets verderop gelegen Rabinovitch Park vinden we een eerdere creatie: een monsterlijk groot speeltoestel. Dit beeld wordt ook Het Monster genoemd; heeft 3 rode tongen die als glijbanen dienen. Bij de onthulling in 1972 had het beeld te toepasselijk naam De Golem gekregen, verwijzend naar een Joodse legende.
Bij het vele werken met verhitte materialen (polyester en plastics) kwamen mogelijk giftige dampen vrij. Voor haar gezondheid verbleef de Saint Phalle een behoorlijk aantal jaren in Zwitserland. Na Tinguely's dood (30 augustus 1991) verhuisde ze naar San Diego in Californië, mede vanwege de schonere lucht. Ze overleed daar op 71-jarige leeftijd, op 21 mei 2002 na een lang ziekbed.

## Locaties
Hierboven zijn al diverse plaatsen genoemd waar werk van Niki de Saint Phalle is te vinden: Hannover, Toscane, Jeruzalem. Haar oeuvre is echter groot en verspreid in Europa tentoongesteld. Veel werk werd nagelaten aan het Sprengel Museum Hannover en aan het Museum voor Moderne en Contemporaine Kunst in Nice. In die regio zijn verschillende van haar beelden te zien, onder andere in de tuin van het bekende hotel Negresco. Drie van haar werken bevinden zich in het Skulpturenpark Kulturforum Würth (onderdeel van de Sammlung Würth) en in de Zwitserse stad Chur.
In Valbonne, Zuid-Frankrijk, is het daar gebouwde Collège de Valbonne naar haar vernoemd. Haar familie maakte daartegen bezwaar, omdat haar naam nog niet 'publiek' was. Inmiddels heet het college weer Collège de Niki-de-Saint-Phalle.

## Musea
- Niki Museum in Nasu, Japan
- Museum of Fine Arts in Houston
- Museum of Modern Art in New York
- Musée d'Art Moderne et d'Art Contemporain in Nice
- Sprengel Museum in Hannover

## Tentoonstellingen en film
- 1972 – Sieraad 1900-1972, De Zonnehof, Amersfoort
- 2019-2020 - Niki de Saint Phalle aan Zee, Beelden aan Zee, Scheveningen
- 2025 Film: Niki de Saint Phalle. Regiseuse Céline Sallette

## Fotogalerij

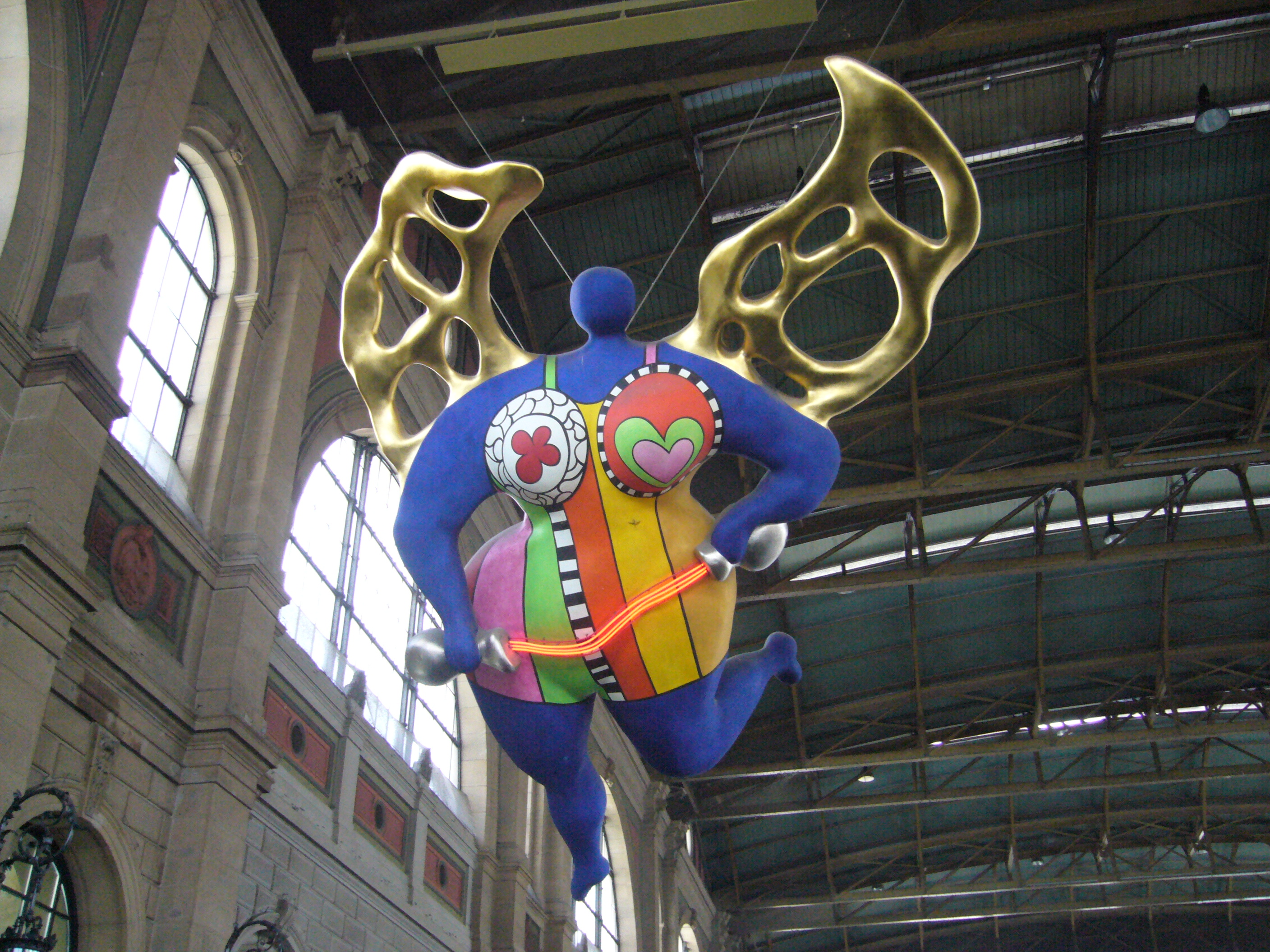
Engel, Hauptbahnhof in Zürich
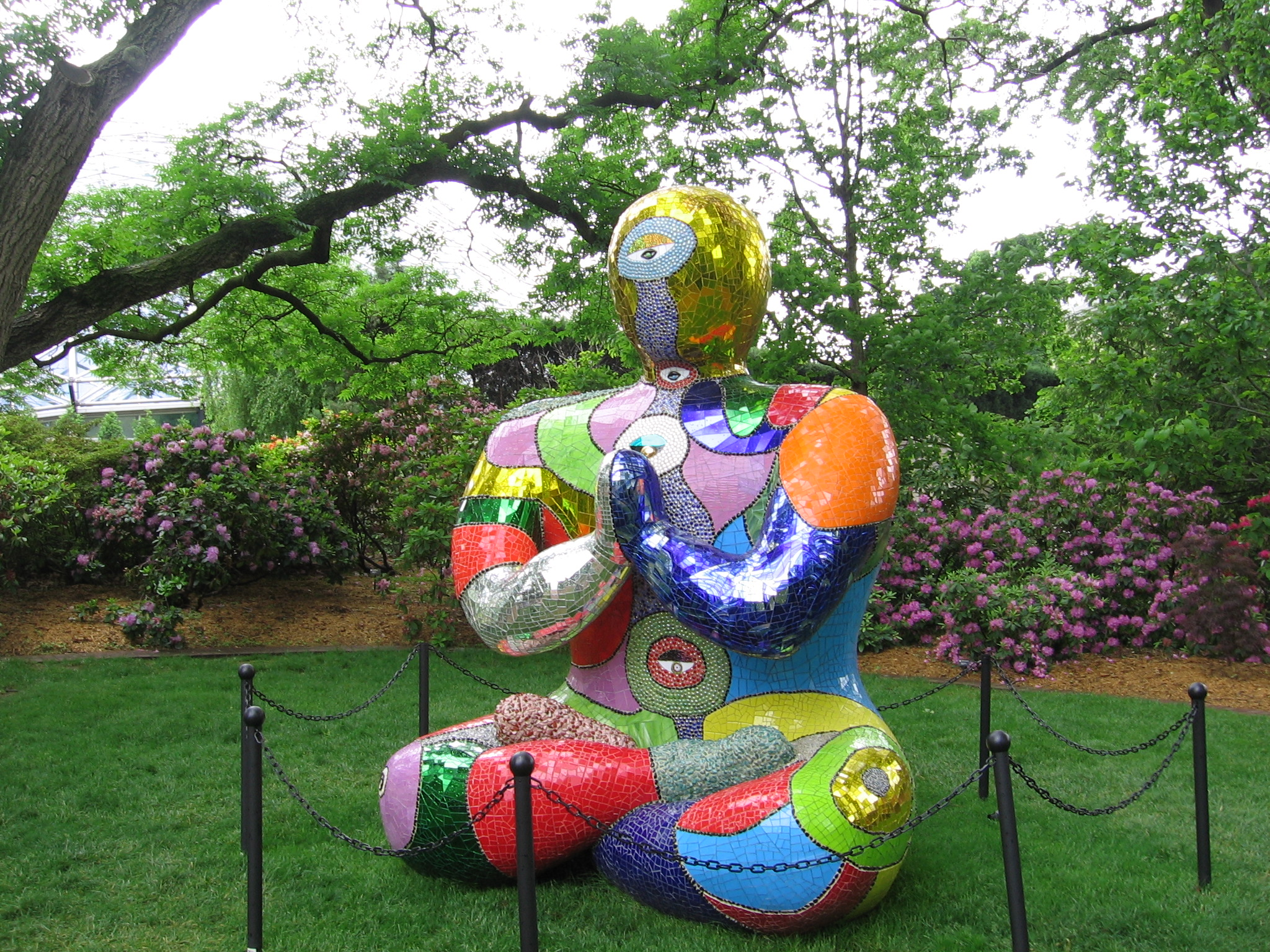
Boeddha in Israël
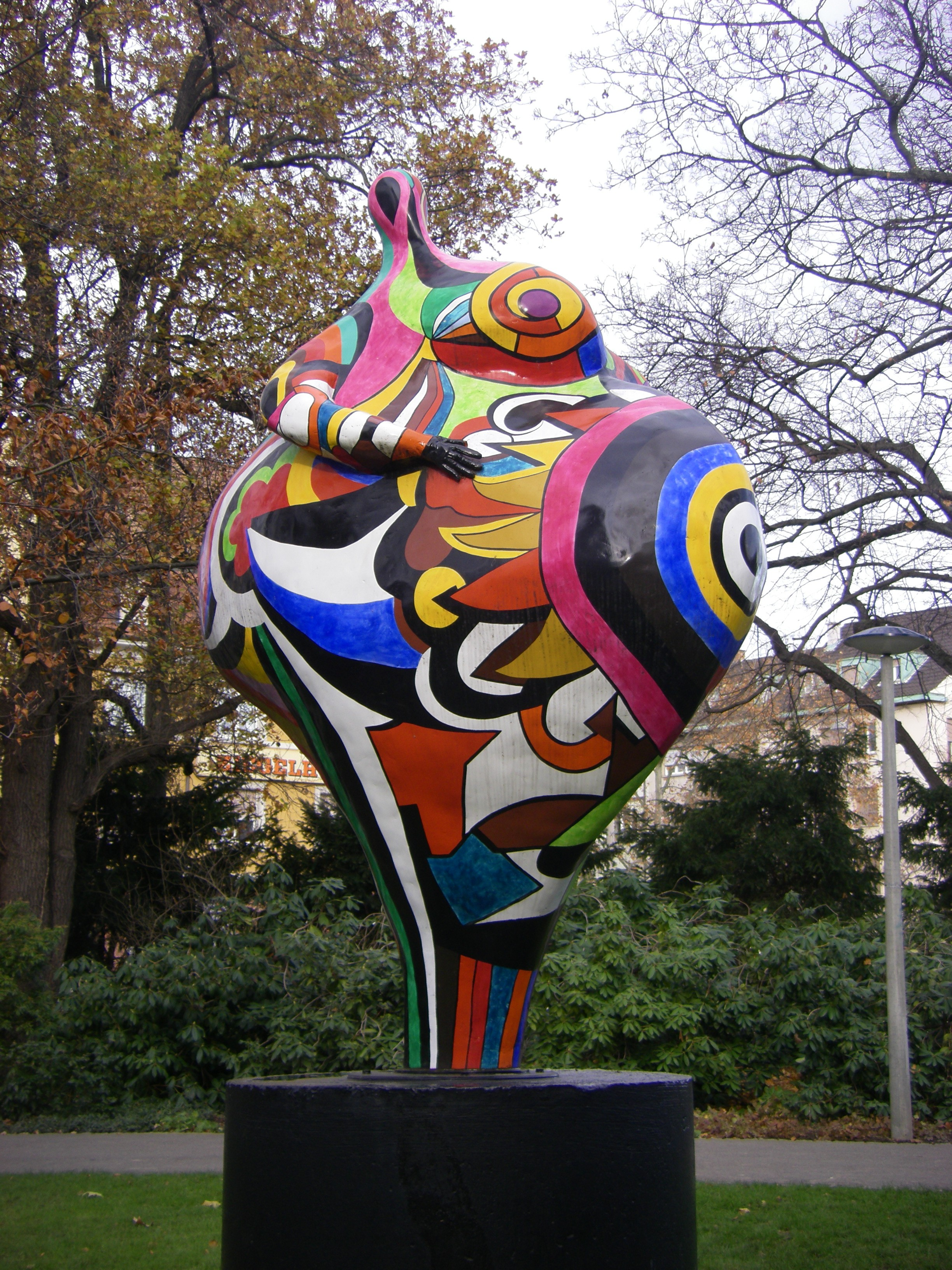
Gwendolyn, Museum Tinguely in Bazel
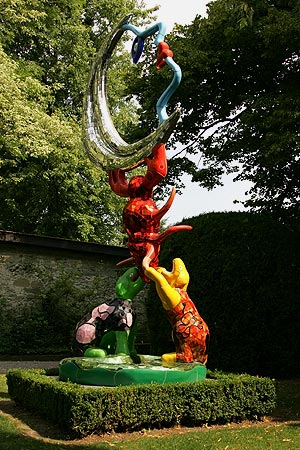
Museum für Kunst und Geschichte, Fribourg
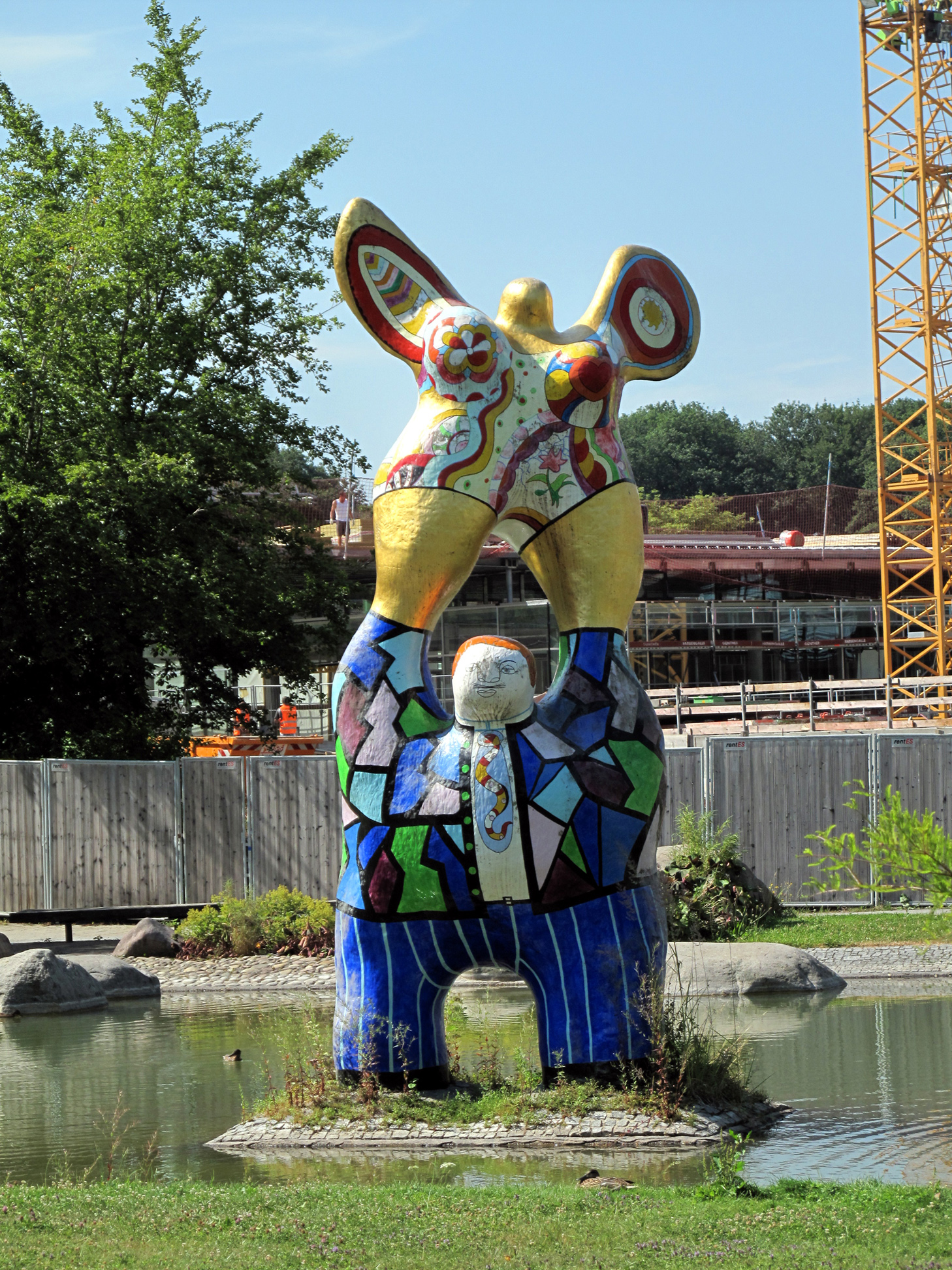
Le poète et sa muse, Kunstpfad Universität Ulm
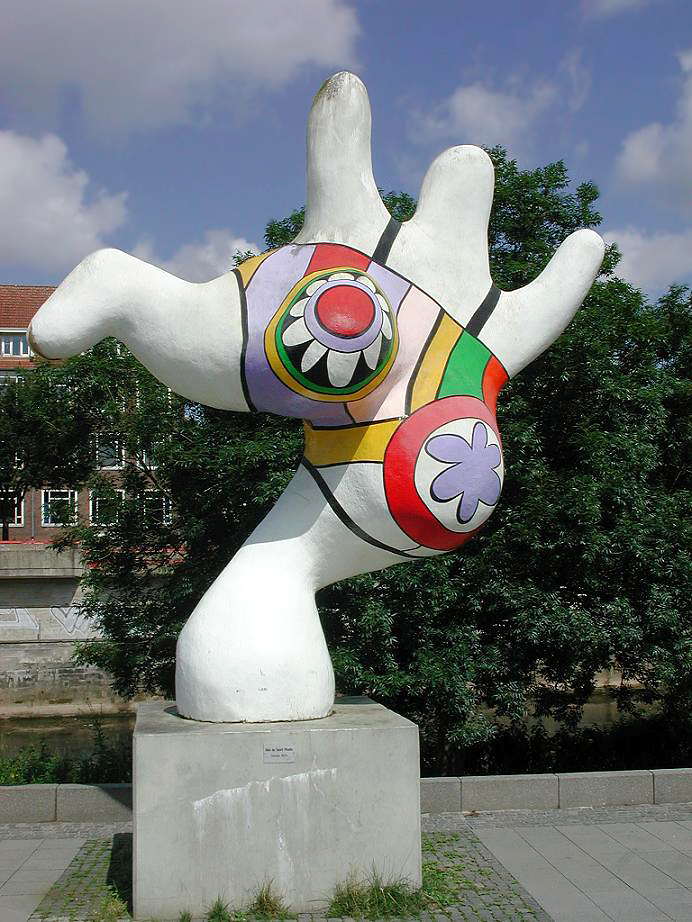
Nana, Skulpturenmeile Hannover
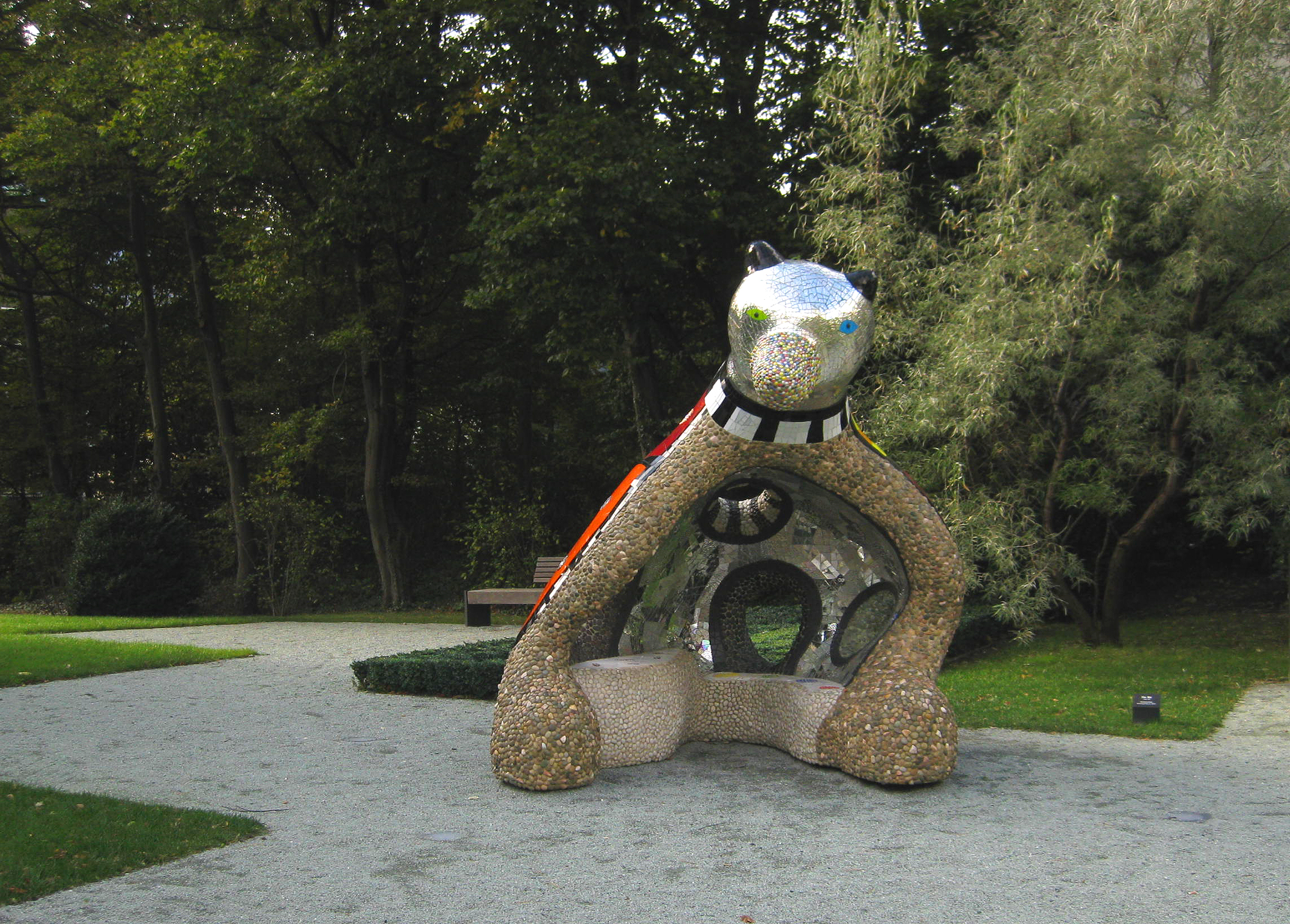
Der Bär (1997/98), Chur
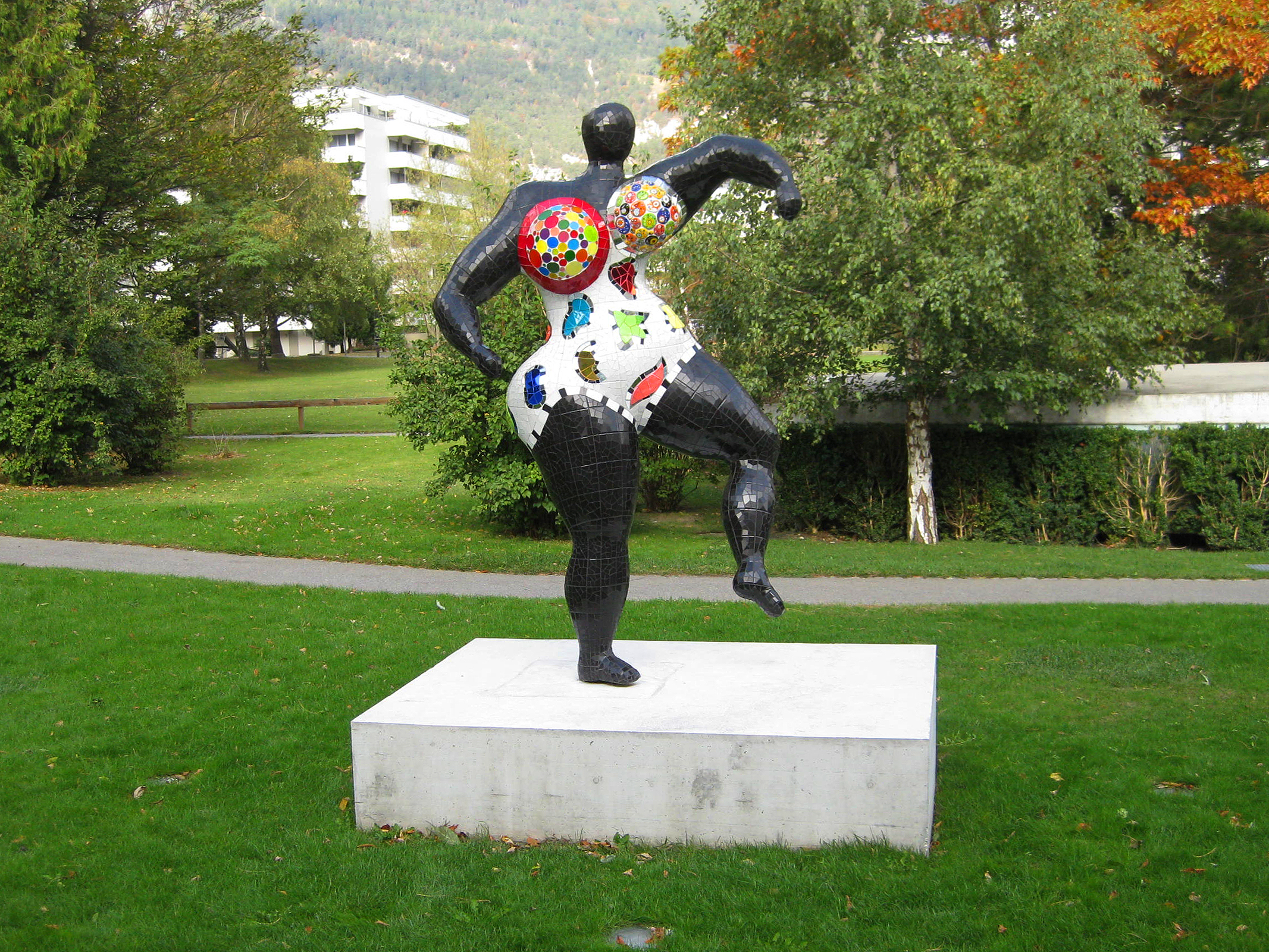
Nana Mosaïque Noire (1999), Chur